# Liste der Biografien/Marg
Liste der Biografien |
Portal Biografien |
Personensuche
# |
A |
B |
C |
D |
E |
F |
G |
H |
I |
J |
K |
L |
M |
N |
O |
P |
Q |
R |
S |
T |
U |
V |
W |
X |
Y |
Z |
?
 
Ma |
Mb |
Mc |
Md |
Me |
Mf |
Mg |
Mh |
Mi |
Mj |
Mk |
Ml |
Mm |
Mn |
Mo |
Mp |
Mq |
Mr |
Ms |
Mt |
Mu |
Mv |
Mw |
Mx |
My |
Mz
 
Maa |
Mab |
Mac |
Mad |
Mae |
Maf |
Mag |
Mah |
Mai |
Maj |
Mak |
Mal |
Mam |
Man |
Mao |
Map |
Maq |
Mar |
Mas |
Mat |
Mau |
Mav |
Maw |
Max |
May |
Maz
 
Mara |
Marb |
Marc |
Mard |
Mare |
Marf |
Marg |
Marh |
Mari |
Marj |
Mark |
Marl |
Marm |
Marn |
Maro |
Marp |
Marq |
Marr |
Mars |
Mart |
Maru |
Marv |
Marw |
Marx |
Mary |
Marz
Die Liste der Biografien führt alle Personen auf, die in der deutschsprachigen Wikipedia einen Artikel haben. Dieses ist eine Teilliste mit 401 Einträgen von Personen, deren Namen mit den Buchstaben „Marg“ beginnt.

## Marg
- Marg, Harald (* 1954), deutscher Kanute
- Marg, Stine (* 1983), deutsche Politikwissenschaftlerin
- Marg, Volkwin (* 1936), deutscher Architekt
- Marg, Walter (1910–1983), deutscher klassischer Philologe

### Marga
- Marga, Andrei (* 1946), rumänischer Politiker
- Margadonna, Ettore Maria (1893–1975), italienischer Drehbuchautor
- Margaglio, Maurizio (* 1974), italienischer Eiskunstläufer
- Margaglio, Valentina (* 1993), italienische Skeletonpilotin
- Margai, Albert (1910–1980), sierra-leonischer Premierminister
- Margai, Charles (* 1945), sierra-leonischer Politiker
- Margai, Milton (1895–1964), sierra-leonischer Premierminister
- Margáin, Hugo B. (1913–1997), mexikanischer Politiker und Diplomat
- Margain, Jean (1931–2012), französischer Hebraist und Alttestamentler
- Margaine, Alfred (1870–1953), französischer Politiker
- Margairaz, Sacha (* 1980), Schweizer Fußballspieler
- Margairaz, Xavier (* 1984), Schweizer Fussballspieler
- Margalef, Mario (* 1953), uruguayischer Radrennfahrer
- Margalef, Miguel (* 1956), uruguayischer Radsportler
- Margalef, Ramón (1919–2004), katalanischer Ökologe, Umweltwissenschaftler und Limnologe
- Margalef, Tomás (* 1977), uruguayischer Radsportler
- Margaliot, Ran (* 1988), israelischer Radrennfahrer und Teamleiter
- Margalis, Melanie (* 1991), US-amerikanische Schwimmerin
- Margalit, Avishai (* 1939), israelischer Philosoph
- Margalit, Erel (* 1961), israelischer Politiker
- Margalit, Gilad (1959–2014), israelischer Historiker
- Margalith, Melanie (* 1972), deutsche Filmeditorin
- Margalith, Yali Topol (* 2000), israelische Schauspielerin und SynchronsprecherinYali Topol Margalith (* 2000)

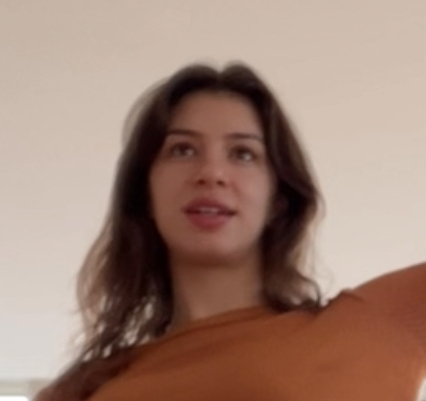
Yali Topol Margalith (* 2000)

- Margallo, Juan García (1839–1893), Militärgouverneur von Melilla
- Margalot, Mercedes (* 1975), argentinische Hockeyspielerin
- Marganija, Wladimir Tschitschinowitsch (1928–1958), sowjetischer Fußballtorhüter
- Margański, Jerzy (* 1955), polnischer Diplomat
- Margara, Andreas (* 1983), deutscher Historiker und Journalist
- Margaret (* 1991), polnische Popsängerin
- Margaret de Beaumont, 7. Countess of Warwick († 1253), englische Adlige
- Margaret de Lacy († 1266), englische Adlige
- Margaret Longespée, 4. Countess of Salisbury († 1309), englische Adlige
- Margaret, 10. Countess of Mar, schottische Adlige
- Margaret, Anna (* 1996), US-amerikanische Sängerin, Songschreiberin und Schauspielerin
- Margaret, Countess of Snowdon (1930–2002), jüngere Schwester der Königin Elisabeth II.Margaret, Countess of Snowdon (1930–2002)

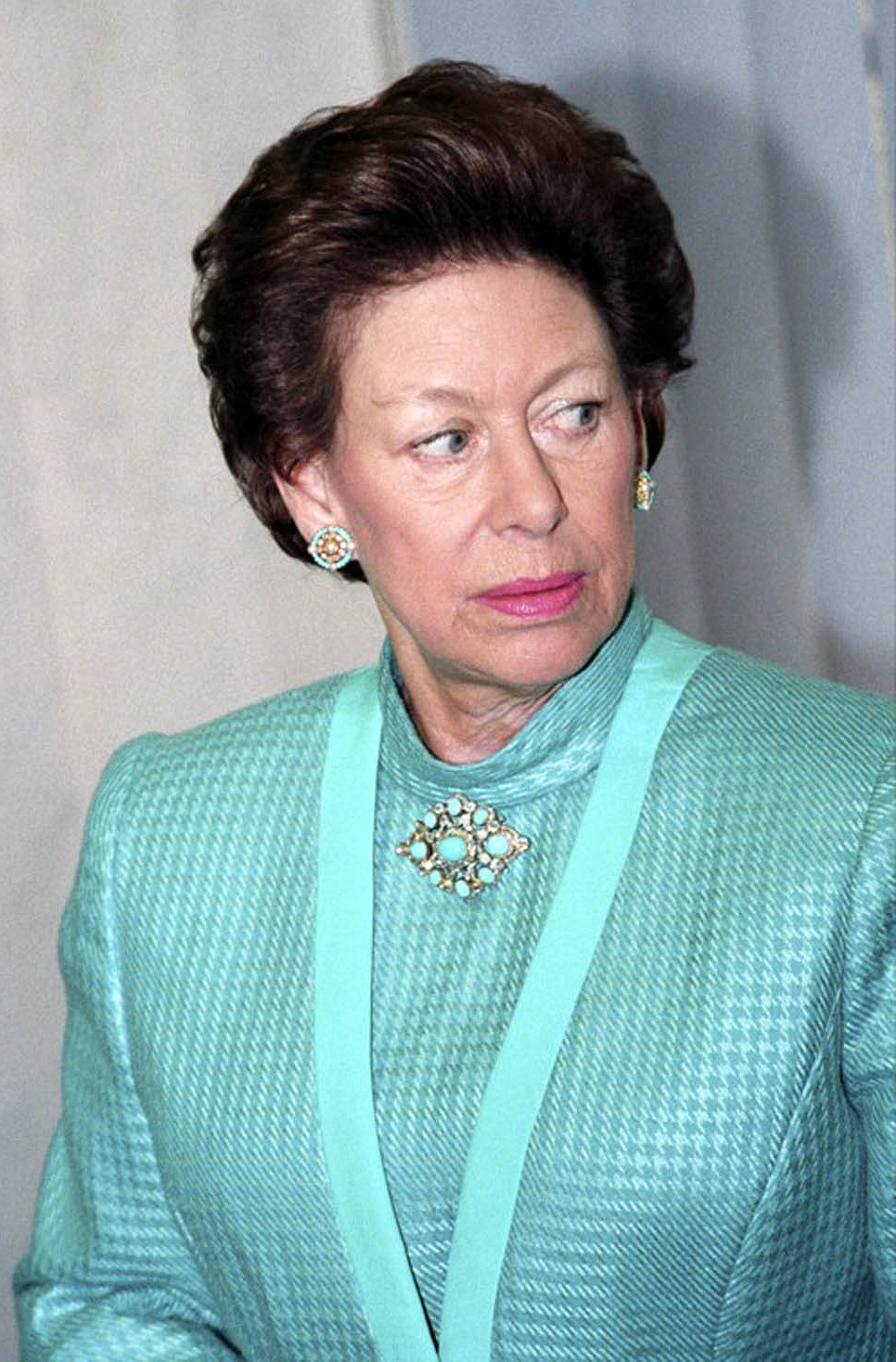
Margaret, Countess of Snowdon (1930–2002)

- Margareta Clausdotter († 1486), schwedische Nonne, Äbtissin, Schriftstellerin und Genealogin
- Margareta Eriksdotter Leijonhufvud (1516–1551), Königin von Schweden
- Margareta von Antiochia, Märtyrin
- Margareta von Brandenburg, Herzogin von Pommern; Fürstin von Anhalt
- Margareta von Cilli († 1480), slowenische Adlige
- Margareta von Cortona (1247–1297), Ordensfrau, Heilige
- Margareta von Österreich-Toskana (1881–1965), habsburgische Erzherzogin
- Margareta von Roskilde († 1176), dänische Lokalheilige
- Margareta von Schottland († 1093), anglikanische und katholische Heilige; schottische Königin
- Margareta von Schwangau, Ehefrau von Oswald von Wolkenstein
- Margareta von Ungarn (1242–1270), Tochter König Bélas IV. von Ungarn, Dominikanerin, Heilige
- Margareta von York (1446–1503), englische Adelige, Ehefrau Karls des KühnenMargareta von York (1446–1503)

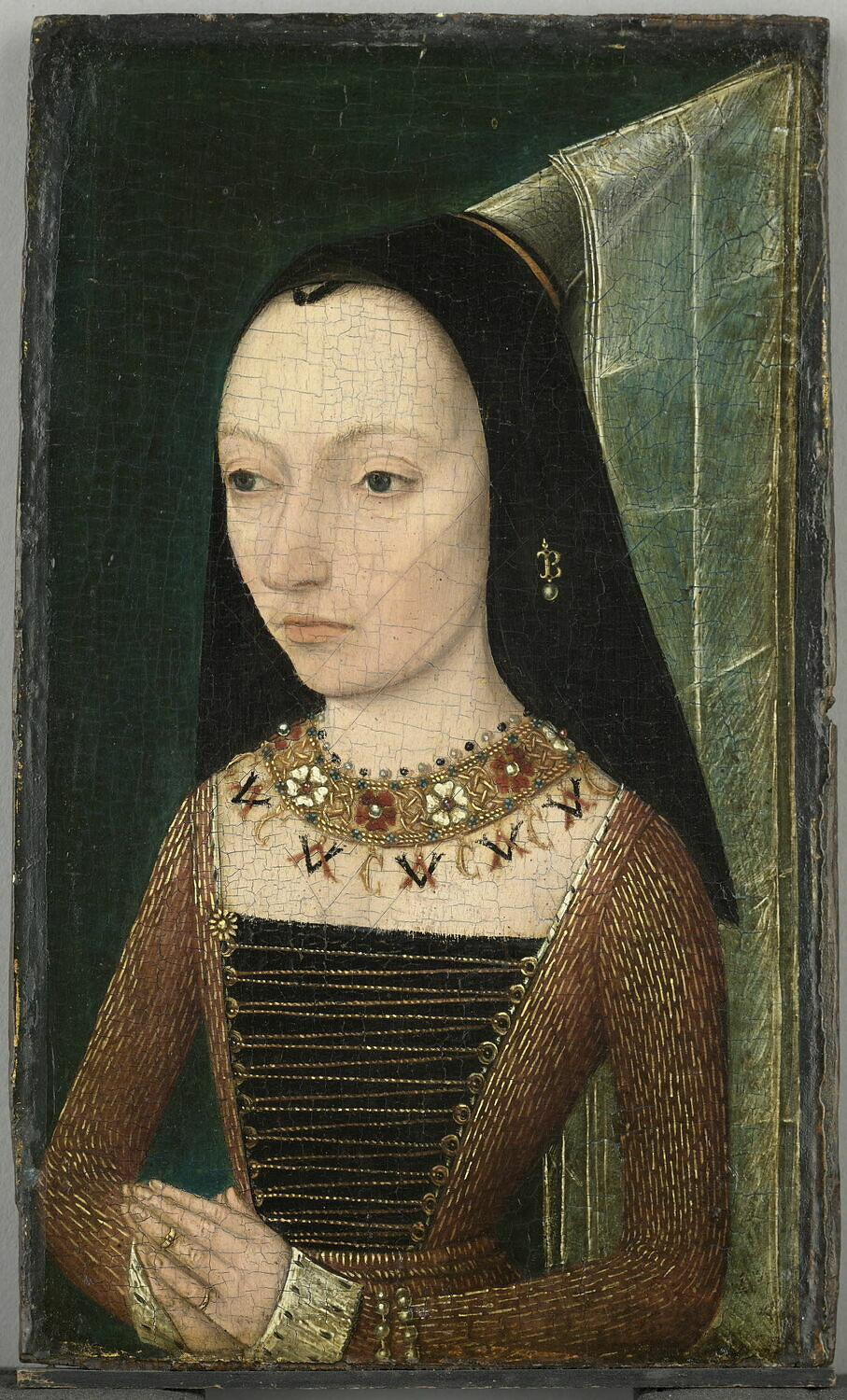
Margareta von York (1446–1503)

- Margareta von Ypern (1216–1237), flämische Mystikerin
- Margareta von Zedtwitz († 1499), Äbtissin
- Margarete († 1270), Markgräfin von Namur
- Margarete (* 1275), englische Königstochter, Herzogin von Brabant
- Margarete, schottische Thronerbin oder Königin
- Margarete Elisabeth von Leiningen-Westerburg (1604–1667), Regentin von Hessen-Homburg
- Margarete I. († 1194), Gräfin von Flandern
- Margarete II. (1202–1280), Gräfin von Flandern und Hennegau
- Margarete III. († 1405), Gräfin von Flandern, Artois, Nevers, Rethel, Freigräfin von Burgund, Herzogin von Brabant und Limburg, Herzogin von Burgund
- Margarete Jolande von Savoyen (1635–1663), Prinzessin von Savoyen, durch Heirat Herzogin von Parma
- Margarete Sambiria († 1282), Königin von Dänemark
- Margarete Skulesdatter († 1270), Königin von Norwegen (1225–1263)
- Margarete Sophie von Österreich (1870–1902), Erzherzogin von Österreich und Herzogin von Württemberg
- Margarete von Alertshausen († 1629), Frau, die Hexe geköpft und verbrannt wurde
- Margarete von Anhalt (1494–1521), Herzogin von Sachsen
- Margarete von Anjou (1430–1482), englische Königin und Gründerin eines CollegesMargarete von Anjou (1430–1482)

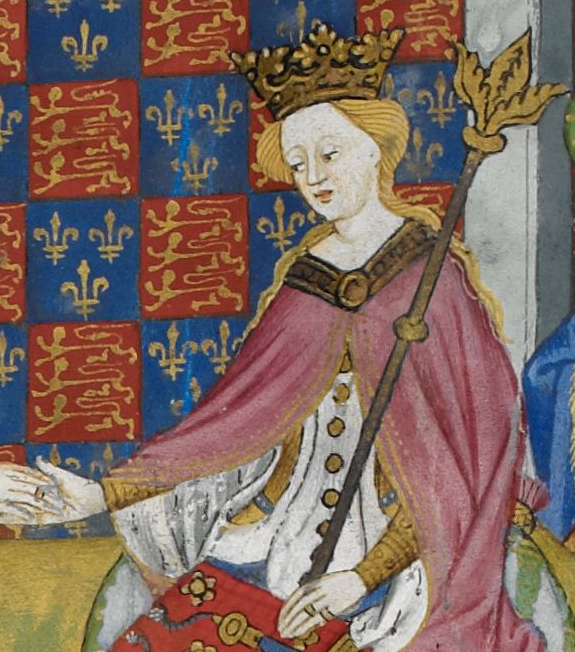
Margarete von Anjou (1430–1482)

- Margarete von Antiochia (1244–1308), Herrin von Tyrus
- Margarete von Babenberg († 1266), Ehefrau des böhmischen Königs Přemysl Ottokar II.
- Margarete von Baden (1431–1457), Markgräfin von Baden, durch Heirat Kurfürstin von Brandenburg
- Margarete von Bayern (1363–1423), Ehefrau Johann Ohnefurchts von Burgund
- Margarete von Bayern (1442–1479), Markgräfin von Mantua
- Margarete von Bayern (1456–1501), Kurfürstin von der Pfalz
- Margarete von Bayern (1480–1531), Äbtissin des Benediktinerinnenklosters Neuburg an der Donau
- Margarete von Blois († 1230), Gräfin von Blois und Châteaudun
- Margarete von Bourbon-Dampierre († 1258), Königin von Navarra und Gräfin von Champagne
- Margarete von Brabant († 1311), römisch-deutsche Königin (ab 1309), Frau Heinrichs VII. von Luxemburg
- Margarete von Brabant (* 1323), Gräfin von Flandern
- Margarete von Brandenburg (1410–1465), Herzogin zu Mecklenburg, Herzogin von Bayern-Ingolstadt
- Margarete von Brandenburg († 1489), Herzogin von Pommern
- Margarete von Brandenburg (1453–1509), Äbtissin im Klarissenkloster Hof
- Margarete von Braunschweig-Lüneburg (1442–1512), Herzogin zu Mecklenburg-Stargard
- Margarete von Braunschweig-Wolfenbüttel († 1580), Herzogin von Münsterberg, Oels und Bernstadt
- Margarete von Burgund (1250–1308), Gräfin von Tonnerre
- Margarete von Burgund († 1315), Königin von Frankreich (1314–1315), Ehefrau Ludwigs X.Margarete von Burgund († 1315)

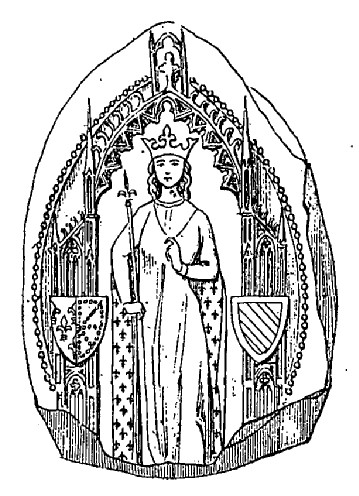
Margarete von Burgund († 1315)

- Margarete von Castell, Pröpstin im Stift Essen
- Margarete von Città di Castello (1287–1320), italienische römisch-katholisch Nonne des Dritten Orden des Heiligen Dominik
- Margarete von der Pfalz (1376–1434), Herzogin von Lothringen
- Margarete von der Provence († 1295), Königin von Frankreich (1234–1270)
- Margarete von England († 1275), schottische Königin
- Margarete von Flandern († 1285), Herzogin von Brabant
- Margarete von Frankreich (1158–1197), Prinzessin von Frankreich
- Margarete von Frankreich († 1271), durch Heirat Herzogin von Brabant
- Margarete von Frankreich († 1382), Pfalzgräfin von Burgund, Gräfin von Artois, durch Heirat Gräfin von Flandern, Nevers und Rethel
- Margarete von Genf († 1258), Adlige aus dem Königreich Arelat
- Margarete von Henneberg (1234–1276), Gräfin von Henneberg
- Margarete von Hochstaden († 1314), Regentin der ehemaligen Grafschaft Hückeswagen
- Margarete von Joinville (1354–1418), Gräfin von Vaudémont, Herrin von Joinville
- Margarete von Kleve, Landgräfin von Thüringen
- Margarete von Kleve, Ehefrau von Graf Adolf II. von der Mark und Mutter des Grafen Adolf III. von der Mark
- Margarete von Kleve († 1411), zweite Ehefrau Albrechts I. von Bayern-Straubing-Holland
- Margarete von Kleve (1416–1444), durch Ehe Herzogin von Bayern-München und Württemberg
- Margarete von Lothringen (1463–1521), Herzogin von Alençon, Selige
- Margarete von Lothringen (1615–1672), lothringische Adlige
- Margarete von Navarra (1128–1183), Regentin Siziliens
- Margarete von Navarra (1492–1549), französische SchriftstellerinMargarete von Navarra (1492–1549)

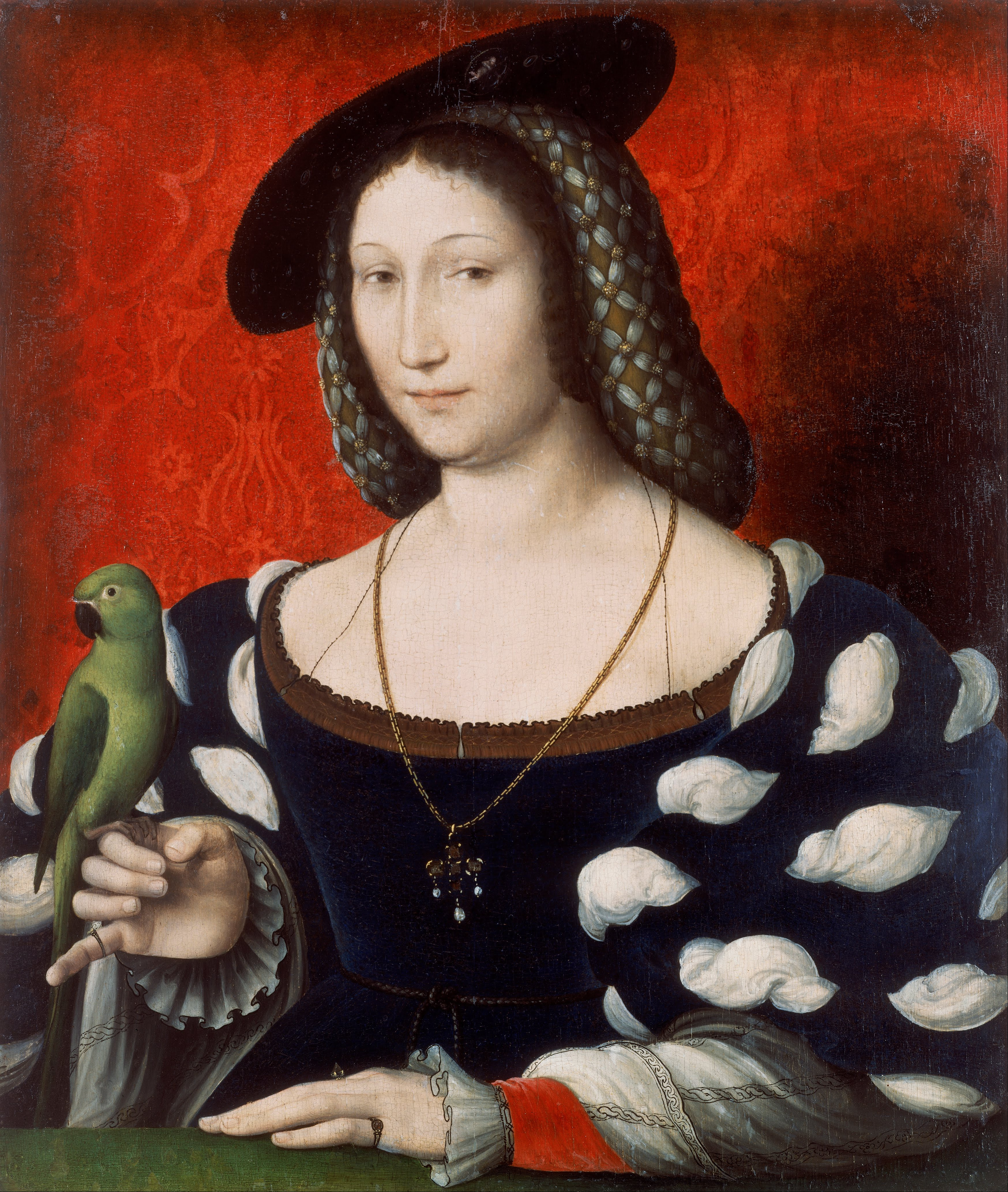
Margarete von Navarra (1492–1549)

- Margarete von Österreich (1395–1447), Herzogin von Bayern-Landshut
- Margarete von Österreich (1480–1530), österreichische Erzherzogin, Regentin der Niederlande
- Margarete von Österreich (1584–1611), Erzherzogin von Österreich, Königin von Spanien, Portugal, Neapel und Sizilien (als Ehefrau, nicht als Herrscherin eigenen Rechts)
- Margarete von Pfalz-Zweibrücken (1456–1514), Gräfin von Nassau-Idstein, Äbtissin von Kloster Marienberg
- Margarete von Ravensberg-Berg († 1384), Erbprinzessin der Grafschaften Berg und Ravensberg
- Margarete von Sachsen (* 1444), Äbtissin von Seußlitz
- Margarete von Sachsen (1449–1501), Kurfürstin von Brandenburg
- Margarete von Sachsen (1469–1528), Herzogin von Braunschweig-Lüneburg, Fürstin von Lüneburg
- Margarete von Sachsen (1840–1858), Erzherzogin von Österreich
- Margarete von Savoyen († 1273), Adlige aus dem Königreich Arelat
- Margarete von Savoyen († 1464), Markgräfin von Montferrat, Selige
- Margarete von Savoyen (1589–1655), durch Heirat Herzogin von Mantua und Monferrat und 1635 wurde sie als letzte spanische Vizekönigin von Portugal ernannt
- Margarete von Schottland, schottische Prinzessin
- Margarete von Sizilien-Aragon (1331–1377), 2. Ehefrau von Pfalzgraf Rudolf II.
- Margarete von Tirol (1318–1369), Gräfin von Tirol-Görz
- Margarete von Valois (1553–1615), Königin von Frankreich und NavarraMargarete von Valois (1553–1615)

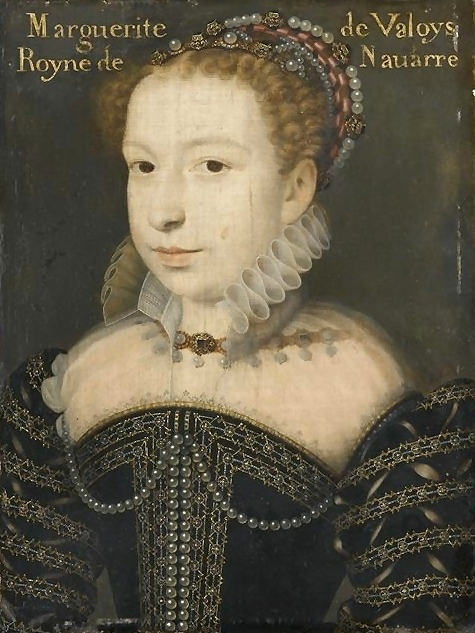
Margarete von Valois (1553–1615)

- Margaretha von Ahaus (1383–1458), Äbtissin im Stift Freckenhorst
- Margaretha von Baden (1452–1496), Äbtissin von Lichtenthal und Marienau
- Margaretha von Berg († 1340), Gräfin von Berg und Ravensberg
- Margaretha von Dänemark (1895–1992), dänische Adelige, Mitglied des Hauses Schleswig-Holstein-Sonderburg-Glücksburg
- Margaretha von der Marck-Arenberg (1527–1599), Gräfin von Arenberg
- Margaretha von Liechtenstein (* 1957), Angehörige des luxemburgischen und des liechtensteinische FürstenhausesMargaretha von Liechtenstein (* 1957)

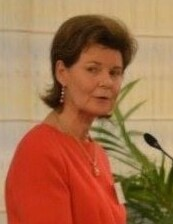
Margaretha von Liechtenstein (* 1957)

- Margaretha von Österreich († 1486), Tochter des Erzherzogs Ernst I. („des Eisernen“)
- Margaretha von Österreich (1567–1633), Erzherzogin, Nonne im Descalzas Reales Madrid
- Margaretha von Österreich-Toskana (1894–1986), habsburgische Erzherzogin
- Margaretha von Schlawe, pommersche Adlige, Tochter Herzog Ratibors I., Gräfin von Ratzeburg
- Margaretha von Schweden (1899–1977), schwedische Prinzessin, Prinzessin von Dänemark
- Margaretha von Staufen (1237–1270), Landgräfin in Thüringen und Pfalzgräfin von Sachsen
- Margaretha von Tost († 1531), Herzogin von Tost und Äbtissin in Breslau
- Margaretha von Waldeck (1533–1554), Grafentochter
- Margaretha von Zedtwitz († 1525), Äbtissin
- Margarétha, Eugen (1885–1963), österreichischer Jurist und Politiker (VF, ÖVP), Abgeordneter zum Nationalrat und Präsident der österreichischen Nationalbank
- Margarethe Fredkulla, norwegische, dann dänische Königin
- Margarethe I. († 1356), Kaiserin des Heiligen Römischen Reiches, Gräfin von Holland, Seeland und Friesland sowie Gräfin von Hennegau
- Margarethe I. (1353–1412), Gründerin der Kalmarer UnionMargarethe I. (1353–1412)

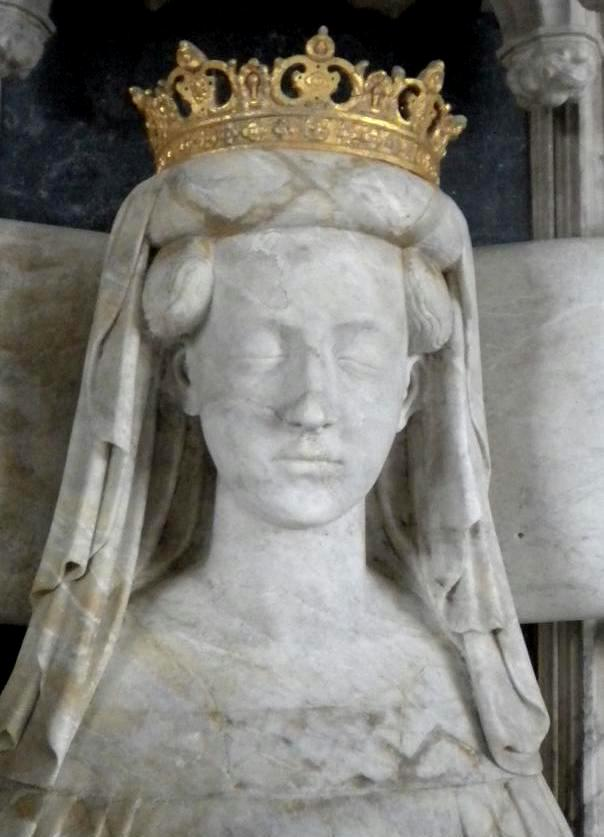
Margarethe I. (1353–1412)

- Margarethe I. von Masowien († 1409), polnische Prinzessin und pommersche und schlesische Fürstin
- Margarethe II. von Masowien, polnische Prinzessin und schlesische Fürstin
- Margarethe Klementine von Österreich (1870–1955), Erzherzogin von Österreich und Fürstin von Thurn und Taxis
- Margarethe von Berg, Tochter des Grafen Gerhard von Berg, Ehefrau des Grafen Adolf I. von Kleve-Mark
- Margarethe von Braunschweig-Lüneburg (1573–1643), Herzogin von Sachsen-Coburg
- Margarethe von der Saale (1522–1566), Ehefrau von Landgraf Philipp von Hessen
- Margarethe von Durazzo (1347–1412), Königin von Ungarn und von Neapel
- Margarethe von Frankreich († 1318), Königin von England
- Margarethe von Italien (1851–1926), Königin von Italien
- Margarethe von Luxemburg (1335–1349), Königin von Ungarn und Kroatien
- Margarethe von Merwitz († 1469), Äbtissin
- Margarethe von Münsterberg (1473–1530), Herzogin von Münsterberg und Gräfin von Glatz, durch Heirat Fürstin von Anhalt
- Margarethe von Österreich (1536–1567), Erzherzogin von Österreich, Mitbegründerin des Haller Damenstifts
- Margarethe von Parma (1522–1586), natürliche Tochter des Kaisers Karl V.Margarethe von Parma (1522–1586)

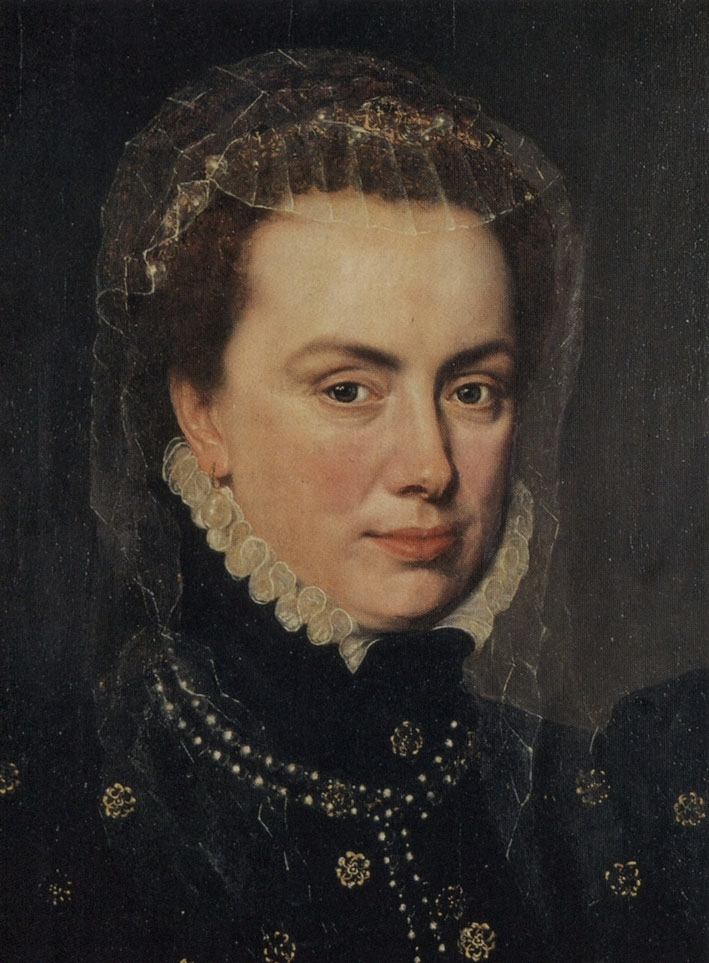
Margarethe von Parma (1522–1586)

- Margarethe von Pfalz-Mosbach (1432–1457), Gräfin von Hanau
- Margarethe von Pommern († 1407), Herzogin von Pommern; Herzogin von Österreich; Ehefrau von Herzog Ernst I. von Österreich
- Margarethe von Rodemachern (1426–1490), spätmittelalterliche adlige Büchersammlerin
- Margarethe von Savoyen (1420–1479), Königin von Sizilien, Pfalzgräfin und württembergische Gräfin
- Margarethe von Schottland (1424–1445), schottische Prinzessin, durch Heirat französische Prinzessin
- Margarethe von Stein († 1399), Äbtissin des Klosters Kaufungen
- Margarethe von Wied-Runkel († 1572), deutsche Adelige und Medizinerin
- Margaria, Rodolfo (1901–1983), italienischer Physiologe und Mediziner
- Margarido, Manuela (1925–2007), são-toméische Dichterin, Widerstandskämpferin und Diplomatin
- Margarit i Tayà, Remei (1935–2023), katalanische Singer-Songwriterin und Erzählerin
- Margarit, Joan (1938–2021), spanisch-katalanischer Architekt und Lyriker
- Margarit, Ricardo (1884–1974), spanischer Ruderer
- Margarita de Borbón (* 1939), spanische Adelige, Mitglied aus dem Haus Bourbon; sowie die jüngste Schwester des ehemaligen spanischen König Juan Carlos I.
- Margarita de Prades († 1429), Königin von Aragón
- Margarita Gonzaga (1591–1632), italienische Adelige, verheiratet mit Herzog Heinrich II. von Lothringen
- Margarita Parigot vom Heiligsten Sakrament (1619–1648), Karmelitin und Begründerin des Kleinen Rosenkranz zum Jesuskind
- Margarita Theresa von Spanien (1651–1673), spanische Prinzessin, Kaiserin des Heiligen Römischen ReichsMargarita Theresa von Spanien (1651–1673)

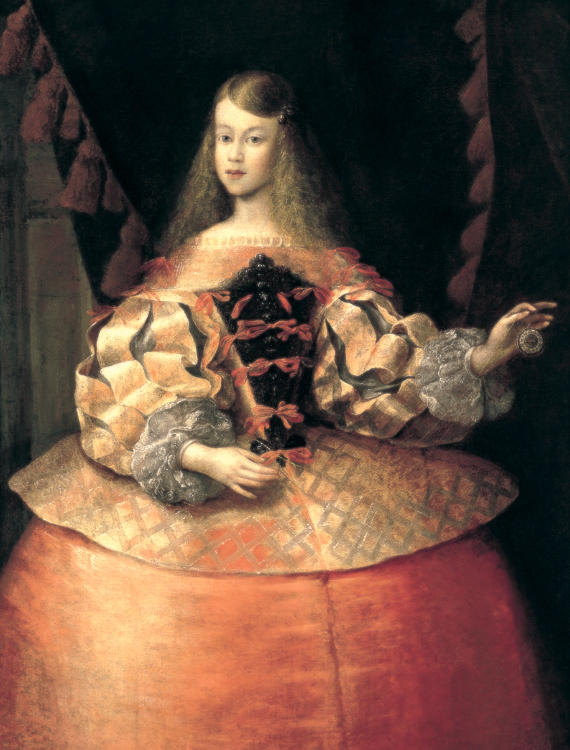
Margarita Theresa von Spanien (1651–1673)

- Margarita von Griechenland (1905–1981), Prinzessin von Griechenland und Dänemark
- Mărgăritescu, Andrei (* 1980), rumänischer Fußballspieler
- Margaritha, Antonius († 1542), jüdischer Konvertit und Hebraist
- Margariti, Elva (* 1980), albanische Politikerin und Kulturministerin
- Margaritis, Alexandros (* 1984), deutsch-griechischer Automobilrennfahrer
- Margaritis, Loris (1895–1953), griechischer Pianist
- Margarito, Antonio (* 1978), mexikanischer Boxer, Weltmeister der WBO, IBF, WBA
- Margaritoff, Alexander (1952–2016), deutscher Unternehmer
- Margaritone d’Arezzo, italienischer Maler, Bildhauer und Architekt
- Margaritos von Brindisi, Admiral Wilhelms II. und Tankreds von Sizilien
- Margarjan, Taron (* 1978), armenischer Politiker, Bürgermeister von Jerewan
- Margaroli, Luca (* 1992), Schweizer Tennisspieler
- Margaron, Pierre (1765–1824), französischer General der Kavallerie
- Margarot, Maurice (1745–1815), englischer Reformer und Strafgefangener
- Margarula, Yvonne, politische Führerin der Aborigines
- Margary, Augustus Raymond (1846–1875), britischer Reisender und Diplomat
- Margas, Javier (* 1969), chilenischer Fußballspieler
- Margassow, Timofei Wjatscheslawowitsch (* 1992), russischer Fußballspieler
- Margazki, Sergei (* 1965), kasachischer Skilangläufer

### Marge
- Margedant, Udo (* 1942), deutscher Politikwissenschaftler
- Margeir Pétursson (* 1960), isländischer Schachgroßmeister
- Margel, Mojsije (1875–1939), jugoslawischer Rabbiner, Lexikograf und Hebraist
- Margelidon, Arthur (* 1993), kanadischer Judoka
- Margelis, Artūras (* 1965), litauischer Politiker
- Margelisch, Yael (* 1991), Schweizer Gleitschirmpilotin
- Margelle, Gottfried Ulrich de la (1635–1703), Weihbischof in Köln
- Margellos, Theodore (1953–2021), griechisch-schweizerischer Unternehmer und Publizist
- Margelow, Wassili Filippowitsch (1909–1990), russischer Militär, Armeegeneral der sowjetischen Luftlandetruppen
- Margelow, Witali Wassiljewitsch (1941–2021), russischer Geheimdienstler und Politiker
- Margenau, Henry (1901–1997), deutsch-US-amerikanischer Physiker und Wissenschaftsphilosoph
- Margéot, Jean (1916–2009), mauritischer Geistlicher, Bischof von Port-Louis und Kardinal
- Margera, Bam (* 1979), US-amerikanischer Skateboarder und StuntmanBam Margera (* 1979)

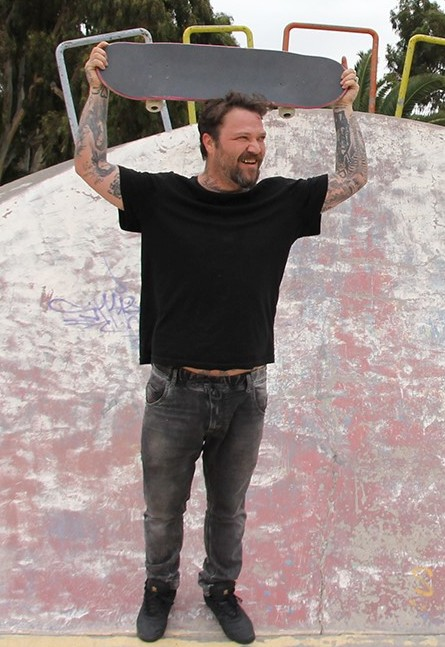
Bam Margera (* 1979)

- Margera, Vincent (1956–2015), US-amerikanischer Mann, TV-Persönlichkeit
- Margerie, Christophe de (1951–2014), französischer Manager; Vorstandsvorsitzender von Total S.A.
- Margerie, Eduard (1879–1965), deutscher Heimatforscher
- Margerie, Emmanuel de (1862–1953), französischer Geograph
- Margerie, Emmanuel de (1924–1991), französischer Botschafter
- Margerie, Pierre de (1861–1942), französischer Diplomat
- Margerie, Victoire de (* 1963), französische Unternehmerin
- Margerin, Frank (* 1952), französischer Comiczeichner
- Margesin, Veronika (* 1963), italienische Schriftstellerin
- Margeson, Matthew (* 1980), US-amerikanischer Komponist
- Margesson, David, 1. Viscount Margesson (1890–1965), britischer Politiker (Conservative Party), Mitglied des House of Commons und Kriegsminister (1940–1942)
- Margesson, Francis, 2. Viscount Margesson (1922–2014), britischer Peer und Politiker
- Marget, Walter (1920–2013), deutscher Mediziner
- Margetic, Patricio (* 1960), argentinischer Fußballspieler
- Margets, Leo (* 1983), spanische Pokerspielerin und Autorin
- Margetts, David, australischer Schauspieler
- Margetts, Nelson (1879–1932), US-amerikanischer Polospieler und Offizier
- Margevičienė, Vincė Vaidevutė (* 1949), litauische Politikerin

### Margg
- Marggraf, Andreas Sigismund (1709–1782), deutscher ChemikerAndreas Sigismund Marggraf (1709–1782)

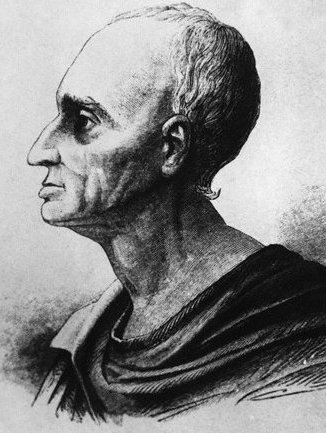
Andreas Sigismund Marggraf (1709–1782)

- Marggraf, Eckhart (* 1941), deutscher Pfarrer und Religionspädagoge
- Marggraf, Erhard (* 1925), deutscher Schauspieler und Regisseur
- Marggraf, Georg (1610–1644), deutscher Naturforscher und Forschungsreisender
- Marggraf, Henning Christian († 1754), Apotheker und Assessor am Ober-Collegium medicum in Berlin
- Marggraf, Paschasius (1673–1739), deutscher Pfarrer und Superintendent (Inspektor)
- Marggraf, Peter (* 1947), deutscher Bildhauer, Zeichner, Drucker und Büchermacher
- Marggraf, Rainer (* 1949), deutscher Hochschullehrer und Umweltökonom
- Marggraf, Wolfgang (1933–2023), deutscher Musikwissenschaftler
- Marggraff, Arnold (1834–1915), deutscher Kommunalpolitiker, Stadtrat in Berlin und Leiter der Kanalisationsdeputation
- Marggraff, Felix (* 1970), deutscher Fernsehregisseur für Sport und Events
- Marggraff, Gerhard (* 1892), deutscher Werbegrafiker
- Marggraff, Hermann (1809–1864), deutscher Schriftsteller
- Marggraff, Johann (1830–1917), Architekt und Inhaber eines Ateliers für Christliche Kunst; Gemeindebevollmächtigter des Münchner Magistrats
- Marggraff, Rudolf (1805–1880), deutscher Kunsthistoriker und Schriftsteller
- Marggraff, Stefan (* 1991), namibischer Straßenradrennfahrer
- Marggravius, Hartung, Weihbischof in Trier und Titularbischof in Macri

### Margh
- Marghem, Marie-Christine (* 1963), belgische Rechtsanwältin und Politikerin der Mouvement Réformateur (MR)
- Margherita Paleologa (1510–1566), Markgräfin von Montferrat
- Margheriti, Antonio (1930–2002), italienischer Filmregisseur
- Margheriti, Edoardo (* 1959), italienischer Regisseur
- Margheriti, Ermanno (1919–1944), italienischer Ingenieur, Offizier und Widerstandskämpfer gegen den Faschismus
- Marghescu, Sándor (1929–2015), ungarischer Dermatologe, Krankenhausdirektor und Hochschullehrer
- Marghieri, Gabriel (* 1964), französischer Organist und Komponist
- Marghiev, Serghei (* 1992), moldauischer Leichtathlet
- Marghieva, Zalina (* 1988), moldauische Hammerwerferin
- Marghiloman, Alexandru (1854–1925), rumänischer Politiker und Ministerpräsident
- Marghīnānī, al- († 1197), Gelehrter der hanafitischen Rechtsschule; Verfasser des Werkes Hidaya
- Marghitych, Ivan (1921–2003), ukrainischer Geistlicher, Weihbischof in Mukatschewe

### Margi
- Margi, Jakob (* 1960), israelischer Politiker
- Margiela, Martin (* 1957), belgischer ModeschöpferMartin Margiela (* 1957)

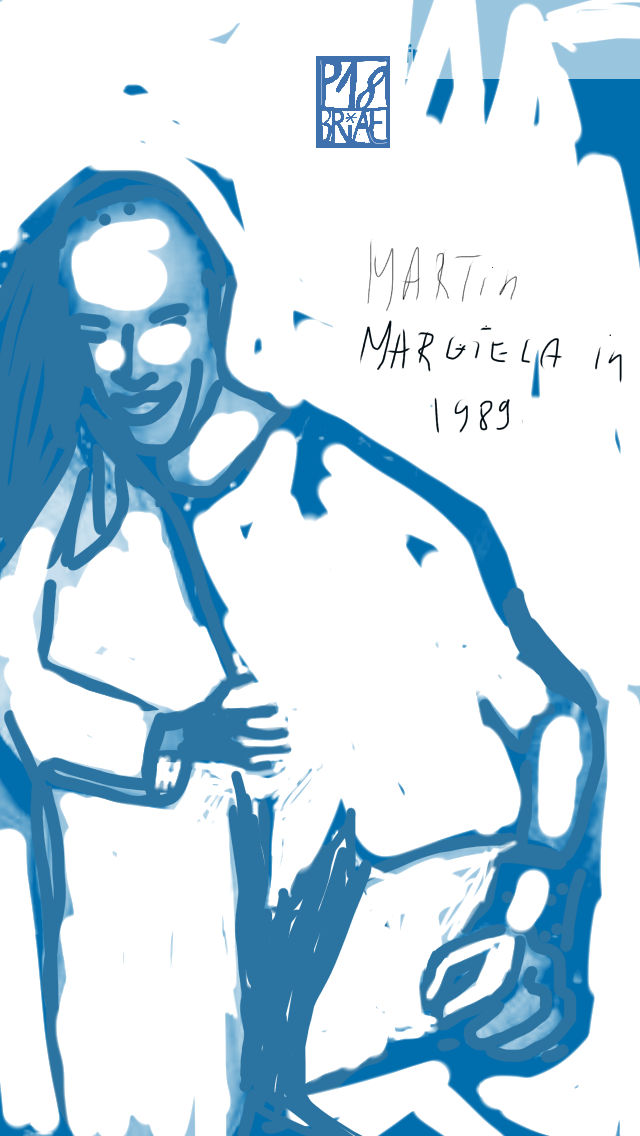
Martin Margiela (* 1957)

- Margielsky, Marc (* 1972), deutscher Illustrator
- Margies, Rudolf (1884–1937), deutscher KPD-Funktionär, Opfer des Großen Terrors in der Sowjetunion
- Margil de Jesús, Antoni (1657–1726), franziskanischer Priester und Missionar der Krone von Aragon
- Mărginean, Alexia Iulia (* 2006), rumänische Tennisspielerin
- Mărgineanu, Ioan (* 1928), rumänischer Politiker (PCR), Journalist und Botschafter
- Marginter, Peter (1934–2008), österreichischer Schriftsteller, Essayist und Übersetzer
- Margiotta, Francesco (* 1993), italienischer Fußballspieler
- Margiotta, Massimo (* 1977), italienisch-venezolanischer Fußballspieler
- Margiris († 1336), legendärer Fürst von Niederlitauen
- Margis, Hildegard (1887–1944), deutsche Frauenrechtlerin, Autorin und Widerstandskämpferin gegen den Nationalsozialismus
- Margis, Thorsten (* 1989), deutscher Bobsportler
- Margitza, Rick (* 1961), US-amerikanischer Jazzmusiker (Saxophon, Komposition)

### Margl
- Marglin, Stephen, US-amerikanischer Wirtschaftswissenschaftler und Hochschullehrer

### Margn
- Margni, Marcelo Julián (* 1971), argentinischer Geistlicher, römisch-katholischer Bischof von Avellaneda-Lanús

### Margo
- Margo (1917–1985), mexikanisch-amerikanische Schauspielerin
- Margo, Günter († 2002), deutscher Schauspieler und Hörspielsprecher
- Margo, Robert (* 1954), US-amerikanischer Ökonom
- Margola, Franco (1908–1992), italienischer Komponist und Musikpädagoge
- Margold, Ella (1886–1961), österreichische Textilkünstlerin
- Margold, Emanuel Josef (1888–1962), österreichischer Künstler
- Margold, William (1943–2017), US-amerikanischer Pornodarsteller und -regisseur
- Margolick, David (* 1952), amerikanischer Journalist und Sachbuchautor
- Margolies, Mosche (1700–1781), Kommentator des palästinischen Talmud
- Margolies-Mezvinsky, Marjorie (* 1942), US-amerikanische Hochschullehrerin und PolitikerinMarjorie Margolies-Mezvinsky (* 1942)

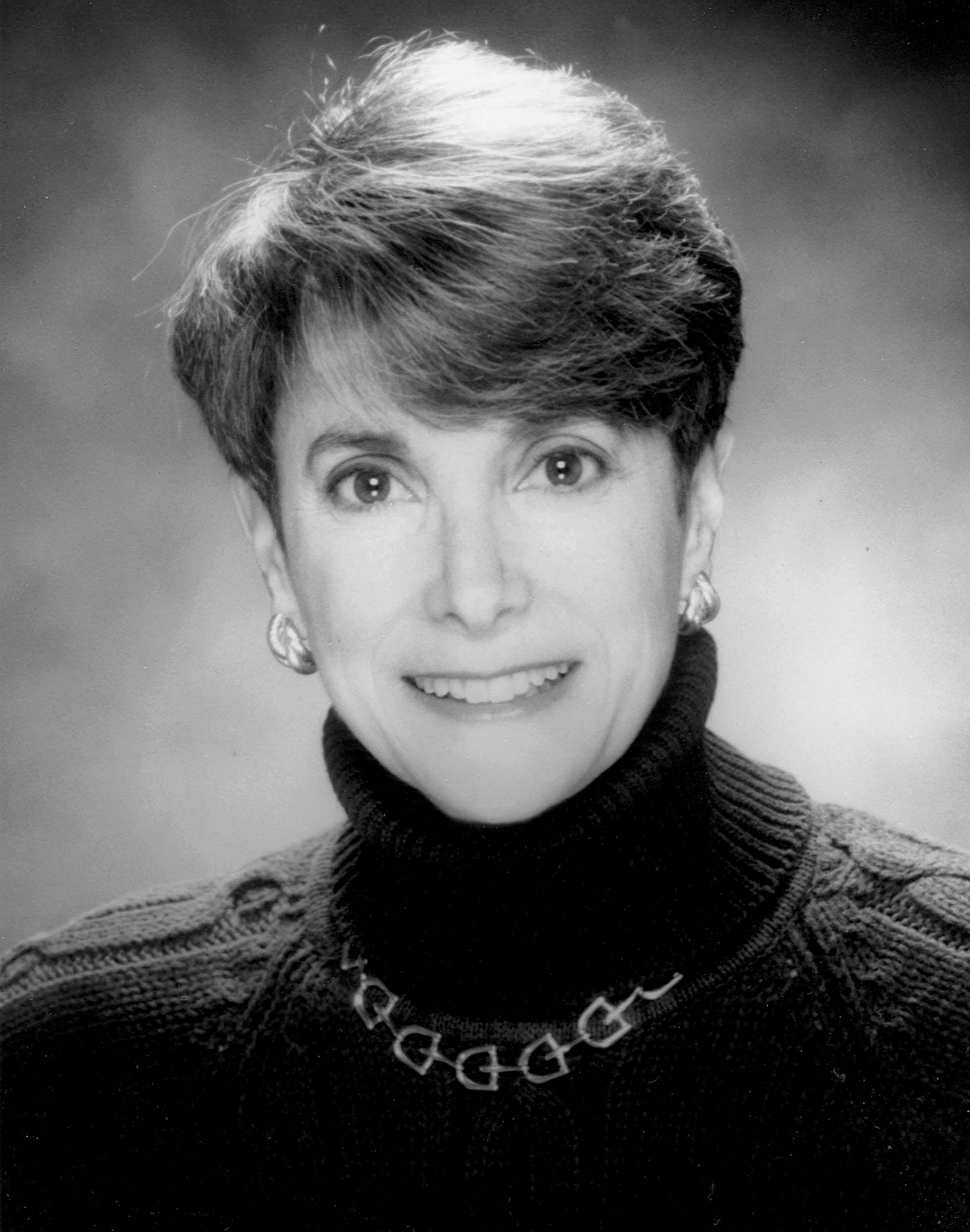
Marjorie Margolies-Mezvinsky (* 1942)

- Margolin, Anna (1887–1952), US-amerikanische Schriftstellerin in jiddischer Sprache
- Margolin, Arnold Davidowitsch (1877–1956), russisch-ukrainischer Jurist, Diplomat und später US-Anwalt
- Margolin, Bob (* 1949), US-amerikanischer Blues-Musiker
- Margolin, Boris (* 1971), deutscher Schachspieler russischer Herkunft
- Margolin, Jamie (* 2001), US-amerikanische Klimaschutz-Aktivistin
- Margolin, Janet (1943–1993), US-amerikanische Filmschauspielerin
- Margolin, Jaron (* 1954), israelischer Tänzer und Choreograf
- Margolin, Julius (1900–1971), litauischer Schriftsteller und politischer Aktivist
- Margolin, Stuart (1940–2022), US-amerikanischer Schauspieler, Regisseur und Drehbuchautor
- Margolin, Timur (* 1983), israelischer Pokerspieler
- Margolin, Uri (* 1942), israelisch-kanadischer Literaturwissenschaftler
- Margolina, Anna (* 1983), deutsch-belarussische Jazzsängerin
- Margolina, Sonja (* 1951), russische Autorin
- Margoliouth, David Samuel (1858–1940), britischer Orientalist
- Margolis, Alisa (* 1975), amerikanische Malerin
- Margolis, Cindy (* 1965), US-amerikanisches Model
- Margolis, Isaac (1842–1887), russisch-polnischer Rabbi und Autor
- Margolis, Kitty (* 1955), amerikanische Jazzsängerin
- Margolis, Mark (1939–2023), US-amerikanischer SchauspielerMark Margolis (1939–2023)

Mark Margolis (1939–2023)

- Margolis, Max Leopold (1866–1932), US-amerikanischer Philologe
- Margolis, Rachel (1921–2015), polnisch-litauisch-israelische Biologin und Holocaustüberlebende
- Margolis, Sam (1923–1996), US-amerikanischer Jazzmusiker (Tenorsaxophon, Klarinette)
- Margolis, William (1944–2004), US-amerikanischer Schriftsteller
- Margolius, Rudolf (1913–1952), tschechischer Politiker
- Margolles, Teresa (* 1963), mexikanische Künstlerin
- Margolyes, Miriam (* 1941), britisch-australische Film- und Theaterschauspielerin sowie Synchronsprecherin
- Margon, Hans Oscar (1911–1976), deutscher Widerstandskämpfer und DDR-Wirtschaftsfunktionär
- Margoni, Alain (* 1934), französischer Komponist
- Margoni, Ivos (1929–2006), italienischer Lyriker, Romanist, Französist, Übersetzer und Fotograf
- Margoni, Stefano (* 1975), italienischer Eishockeyspieler
- Margoschwili, Dawit (* 1980), georgischer Judoka
- Margosyan, Mıgırdiç (1938–2022), türkisch-armenischer Schriftsteller
- Margot, Dominique (* 1961), Schweizer Drehbuchautorin und Filmregisseurin
- Margot, Heinz (* 1962), Schweizer Schauspieler und Moderator
- Margot, Robert (* 1967), schweizerischer Basketballspieler
- Margotti, Lanfranco (1559–1611), Bischof und Kardinal
- Margottini, Carlo (1899–1940), italienischer Marineoffizier

### Margr
- Margraf, Anna (* 2001), deutsch-australische Fußballspielerin
- Margraf, Horst-Tanu (1903–1978), deutscher Dirigent
- Margraf, Josef (1953–2010), deutscher Biologe und Ökologe
- Margraf, Jürgen (* 1956), deutscher Psychologe
- Margraf, Karola (* 1965), deutsche Politikerin (SPD)
- Margraf, Miriam (* 1964), deutsche Schriftstellerin
- Margraff, Jean (1876–1959), französischer Säbelfechter
- Margref, Jürgen (* 1969), deutscher Fußballspieler
- Margreiter, Alois (* 1956), österreichischer Politiker (ÖVP), Landtagsabgeordneter in Tirol
- Margreiter, Doris (* 1968), österreichische Politikerin (SPÖ), Abgeordnete zum Nationalrat
- Margreiter, Dorit (* 1967), österreichische Fotografin sowie Video- und Installationskünstlerin
- Margreiter, Johannes (* 1958), österreichischer Jurist und Politiker (NEOS)
- Margreiter, Raimund (* 1941), österreichischer Chirurg
- Margreiter, Rainer (* 1975), österreichischer Rennrodler
- Margreiter, Reinhard (* 1952), österreichischer Autor, Philosoph und Hochschullehrer
- Margreiter, Rudi (1954–2005), Schweizer Schlagersänger
- Margreiter, Rudolf (1876–1956), österreichischer Maler
- Margreiter, Vreni (* 1956), Schweizer Sängerin volkstümlicher Musik und Moderatorin
- Margreiter, Werner (* 1954), österreichischer Skirennläufer und Trainer
- Margreitter, Georg (* 1988), österreichischer Fußballspieler
- Margret Benedictsson (1866–1956), isländisch-kanadische Journalistin und Frauenrechtlerin
- Margrét Jónsdóttir (1893–1971), isländische Schriftstellerin
- Margrét Lára Viðarsdóttir (* 1986), isländische FußballspielerinMargrét Lára Viðarsdóttir (* 1986)

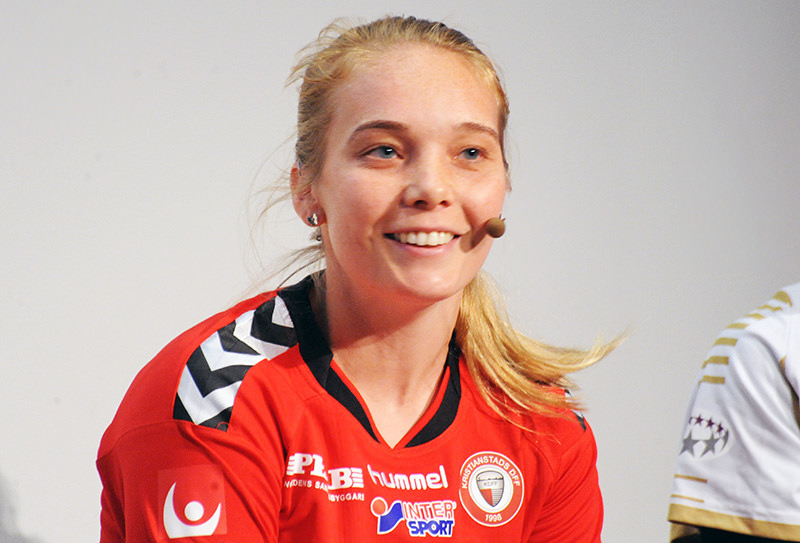
Margrét Lára Viðarsdóttir (* 1986)

- Margrét Rannveig Ólafsdóttir (* 1976), isländische Fußballspielerin
- Margrét Tryggvadóttir (* 1972), isländische Schriftstellerin und Politikerin (Allianz)
- Margrete Aleksandersdotter (1261–1283), Königin von Norwegen (1280–1299)
- Margrete Eriksdotter († 1209), Königin von Norwegen
- Margreth, Jakob (1879–1925), deutscher römisch-katholischer Theologe
- Margrethe Eriksdatter von Dänemark († 1341), dänische Prinzessin, schwedische Königin
- Margrethe II. (* 1940), dänische KöniginMargrethe II. (* 1940)

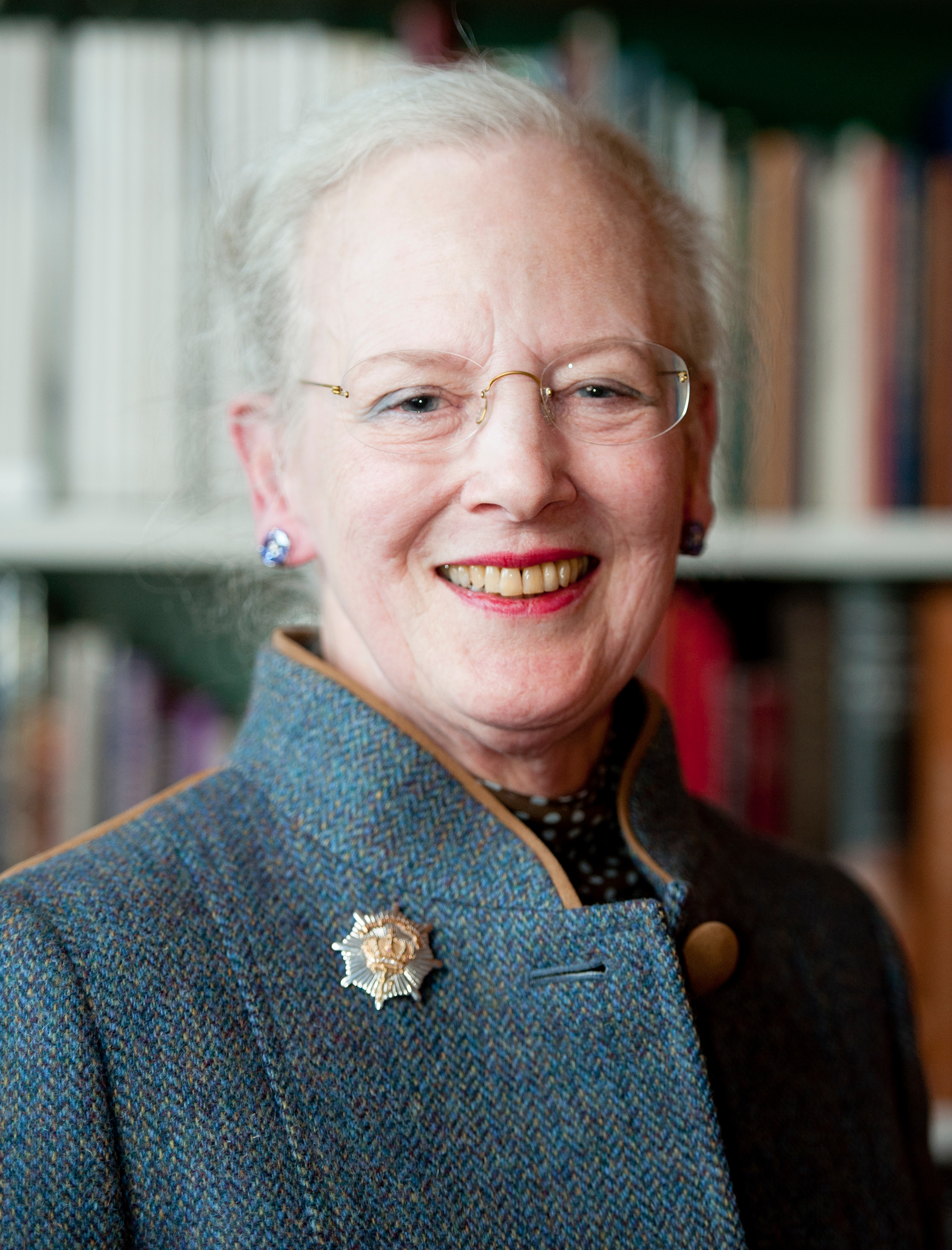
Margrethe II. (* 1940)

- Margroff, Robert E. (1930–2015), amerikanischer Science-Fiction-Autor

### Margu
- Marguč, Gašper (* 1990), slowenischer Handballspieler
- Marguč, Rok (* 1986), slowenischer Snowboarder
- Margue, Elisabeth (* 1990), luxemburgische Politiker und Justizministerin
- Margue, Michel (* 1959), luxemburgischer Historiker
- Margue, Nicolas (1888–1976), luxemburgischer Politiker, MdEP
- Marguenat de Courcelles, Anne-Thérèse de (1647–1733), französische Schriftstellerin und Salonnière
- Marguenat, Jean de (1893–1956), französischer Autorennfahrer
- Marguerita d’Oingt († 1310), französische Ordensfrau, Mystikerin und Schriftstellerin
- Marguerite de Bourbon (1438–1483), französische Adelige aus dem Haus Bourbon
- Marguerite de Foix-Candale (1473–1536), Markgräfin und Regentin von Saluzzo
- Marguerite de Reynel († 1254), Gräfin von Sidon und Beaufort, Frau von Balian Garnier
- Marguerite de Valois-Angoulême, duchesse de Berry (1523–1574), Herzogin von Berry, Frau von Emanuel Philibert von Savoyen
- Marguerite Louise d’Orléans (1645–1721), durch Heirat Großherzogin der ToskanaMarguerite Louise d’Orléans (1645–1721)

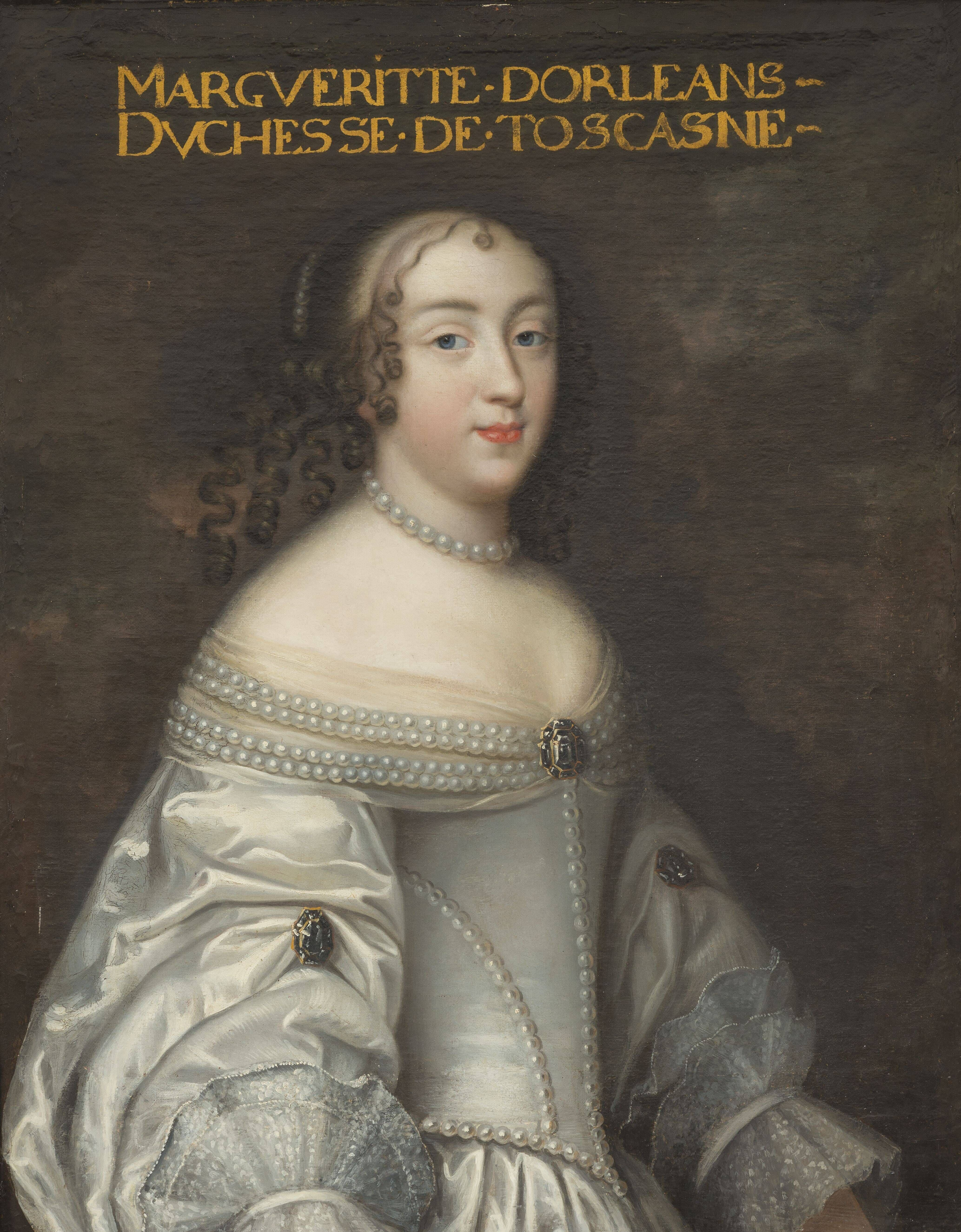
Marguerite Louise d’Orléans (1645–1721)

- Marguerite Porete († 1310), französische spätmittelalterliche Mystikerin
- Marguerite von Anjou-Sizilien (1273–1299), Gräfin von Anjou und Maine
- Margueritte, Jacques (1887–1939), französischer Autorennfahrer
- Margueritte, Jean-Auguste (1823–1870), französischer Divisionsgeneral
- Margueritte, Paul (1860–1918), französischer Schriftsteller
- Margueritte, Victor (1866–1942), französischer Schriftsteller
- Marguerre, Eleonore (* 1978), deutsche Opernsängerin (Sopran)
- Marguerre, Fritz (1878–1964), belgisch-deutscher Ingenieur, Erfinder und Unternehmer
- Marguerre, Karl (1906–1979), deutscher Ingenieurwissenschaftler, Hochschullehrer für Mechanik und Musiker
- Marguerre, Wolfgang (* 1941), deutscher Unternehmer und Mäzen
- Marguet, Annik (* 1981), Schweizer Sportschützin
- Marguet, Christophe (* 1965), französischer Jazzschlagzeuger
- Marguet, Gilles (* 1967), französischer Biathlet
- Marguet, Linda (* 1983), französische Leichtathletin
- Marguet, Tristan (* 1987), Schweizer Radsportler
- Marguier, Alexander (* 1969), deutscher Journalist, Publizist und Verleger
- Margul-Sperber, Alfred (1898–1967), deutschsprachiger Schriftsteller
- Margules, Max (1856–1920), österreichischer Meteorologe
- Margulies, David (1937–2016), US-amerikanischer Schauspieler
- Margulies, Donald (* 1954), US-amerikanischer Dramatiker
- Margulies, Jean (1939–2015), österreichischer Politiker (GRÜNE)
- Margulies, Julianna (* 1966), US-amerikanische SchauspielerinJulianna Margulies (* 1966)

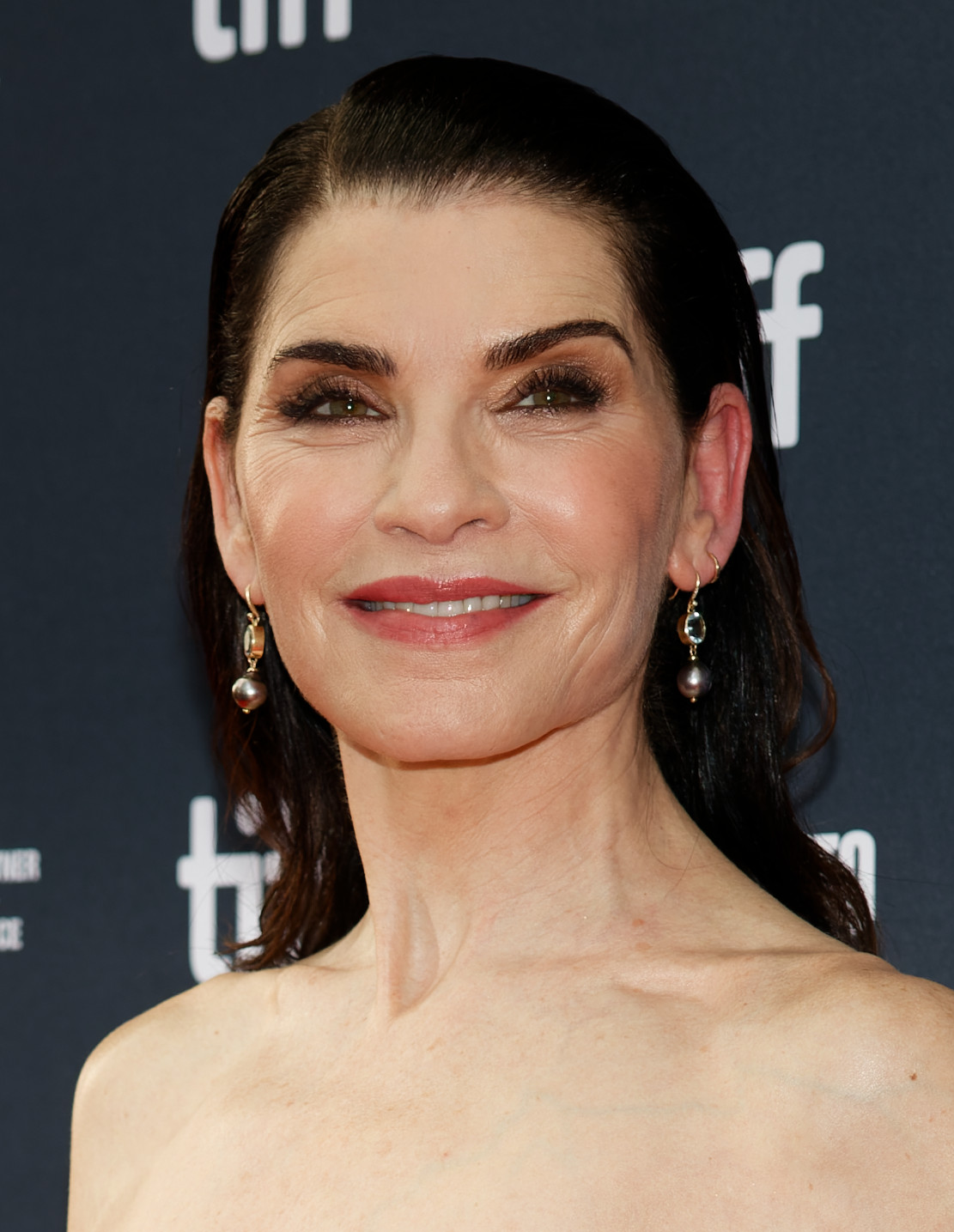
Julianna Margulies (* 1966)

- Margulies, Lazar C. (1895–1982), amerikanischer Gynäkologe und Geburtshelfer österreichisch-ungarischer Abstammung
- Margulies, Martin (* 1965), österreichischer Politiker (GRÜNE), Landtagsabgeordneter und Gemeinderat
- Margulies, Michael D. (* 1936), US-amerikanischer Kameramann
- Margulies, Otto (1899–1925), österreichischer Alpinist
- Margulies, Robert (1908–1974), deutscher Politiker (FDP, DVP), MdL, MdB, MdEP
- Margulies, Roni (1955–2023), türkischer Journalist, Schriftsteller, Dichter und Dolmetscher
- Margulis, Charlie (1902–1967), US-amerikanischer Jazzmusiker
- Margulis, Grigori Alexandrowitsch (* 1946), russischer Mathematiker
- Margulis, Jewgeni (* 1982), russisch-israelischer Eishockeyspieler
- Margulis, Jura (* 1968), russischer Pianist und Musikpädagoge
- Margulis, Lynn (1938–2011), US-amerikanische BiologinLynn Margulis (1938–2011)

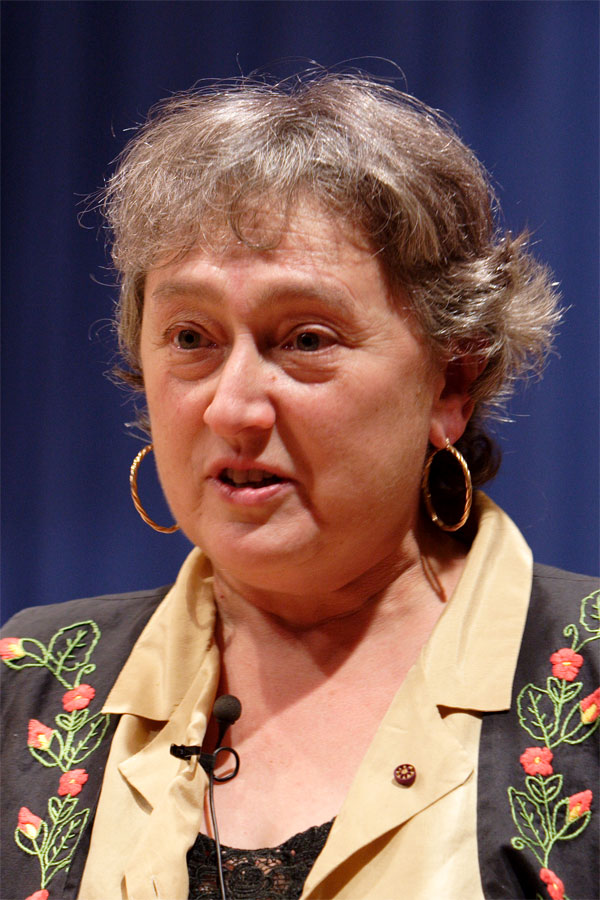
Lynn Margulis (1938–2011)

- Margulis, Mike (1950–2018), US-amerikanischer Fußballspieler
- Margulis, Vitaly (1928–2011), ukrainischer Pianist und Musikpädagoge
- Margull, Hans-Joachim (1925–1982), deutscher Missionswissenschaftler
- Margulowa, Teresa Christoforowna (1912–1994), russisch-sowjetische Kraftwerk- und Kerntechnik-Ingenieurin und Hochschullehrerin
- Marguste, Anti (1931–2016), estnischer Komponist
- Margutti, Albert von (1869–1940), österreichisch-ungarischer General und Schriftsteller

### Margw
- Margwelaschwili, Giorgi (* 1969), georgischer Politiker, Minister, Staatspräsident
- Margwelaschwili, Giwi (1927–2020), deutsch-georgischer Schriftsteller und Philosoph
- Margwelaschwili, Titus von (1890–1946), georgischer Philosoph und Journalist
- Margwelaschwili, Wascha (* 1993), georgischer Judoka